# قلعة هيفر

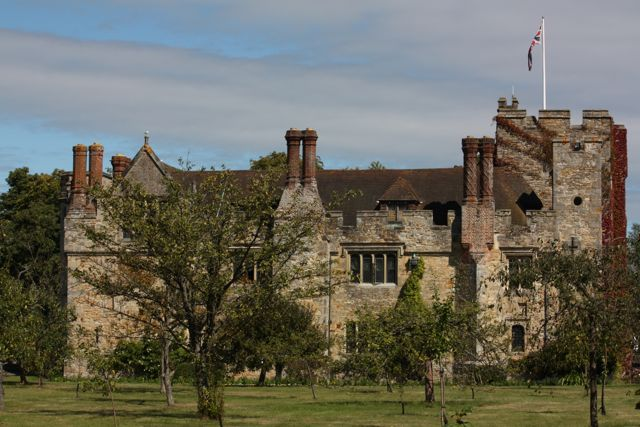
منظر جانبي لقلعة هيفر.

تقع  قلعة هيفر  في قرية هيفر، كنت، على بعد 48 كم جنوب شرق لندن، إنجلترا. بنيت في البداية بوصفها منزل ريفي في القرن الثالث عشر. وبين عامي 1462 و 1539، كانت مقرًا لأسرة بولين.
قضت آن بولين الزوجة الثانية للملك هنري الثامن ملك إنجلترا، بداياتها بعد أن ورثها والدها توماس بولين عام 1505. منحها هنري الثامن بعد ذلك لزوجته الرابعة آن من كليفز.
اليوم، قلعة هيفر من المعالم السياحية الشهيرة.

## وصلات خارجية
- Hever Castle official website.
- Hever Castle 360° Quicktime image.
- Historic photos of Hever Castle| - ع - ن - ت قلاع إنجلترا                                                                                                                                                                                                                                                                                                                                                                                 | - ع - ن - ت قلاع إنجلترا | - ع - ن - ت قلاع إنجلترا |
| --- | ------------------------ | ------------------------ |
| - قصر بكنغهام - قصر هامبتون كورت - قلعة عربية الرومانية - لونغ ليت - منزل شاتسورث - قلعة رستورمل - قلعة دروغو - قلعة بوديام - قلعة ستوكيساي - قلعة لودلو - قلعة مورتون كوربيت - اتون (كامبريدجشير) - قلعة دوفر - قلعة ليدز - قلعة هيفر - قلعة دورهام - قلعة دونستانبيرغ - قلعة وينشستر - قلعة ورك - ساروم القديمة - قلعة ملجريف - قلعة ميدلهام - قلعة بونتيفراكت - قلعة ساندال - البرج الأبيض - برج لندن |                          |                          |